# ایوان بابکو
ایوان بابکو (اوکراینی: Іван Бобко؛ زادهٔ ۱۰ دسامبر ۱۹۹۰) بازیکن فوتبال اهل اوکراین است.
از باشگاه‌هایی که در آن بازی کرده‌است می‌توان به باشگاه فوتبال چورنومورتس اودسا و باشگاه فوتبال متالیست خارکوف اشاره کرد.
وی همچنین در تیم ملی فوتبال Ukraine U18 بازی کرده‌است.